# Stegania commutaria
Stegania commutaria là một loài bướm đêm trong họ Geometridae.